# Ophiophrixus quadrispinosus
Ophiophrixus quadrispinosus är en ormstjärneart som först beskrevs av Jean Baptiste François René Koehler 1914.  Ophiophrixus quadrispinosus ingår i släktet Ophiophrixus och familjen skinnormstjärnor. Inga underarter finns listade i Catalogue of Life.